# برند کورزینیتز
برند کورزینیتز (انگلیسی: Bernd Korzynietz؛ زادهٔ ۸ سپتامبر ۱۹۷۹) بازیکن فوتبال اهل آلمان است.
از باشگاه‌هایی که در آن بازی کرده‌است می‌توان به باشگاه فوتبال وولفسبورگ، باشگاه فوتبال آرمینیا بیله‌فلد، باشگاه فوتبال دویسبورگ، و باشگاه فوتبال بروسیا مونشن‌گلادباخ اشاره کرد.
وی همچنین در تیم‌های ملی فوتبال زیر ۲۱ سال آلمان و Germany national football B team بازی کرده‌است.